# クレオパトラの死
『クレオパトラの死』(スペイン語: La Muerte de Cleopatra)は、フィリピンの画家フアン・ルナが1881年に描いた絵画 。「クレオパトラ」としても知られる。

## 概説
フアン・ルナはマドリッドの国民芸術展覧会に発表し、銀賞受賞。フアンは受賞によって奨学金を獲得した。展覧会後、フアン・ルナは5000ペセタでこの絵をスペイン政府に for one thousand duros.売却した。この値段は当時では最高の価格であった。